# Economía de Åland
La economía de Åland está fuertemente dominada por el transporte marítimo, el comercio y el turismo. El transporte marítimo representa alrededor del 40% de la economía, con varios transportistas internacionales propiedad y operados desde Åland. La mayoría de las empresas, además del transporte marítimo, son pequeñas, con menos de diez empleados. La agricultura y la pesca son importantes en combinación con la industria alimentaria. Algunas empresas de tecnología de alto perfil contribuyen a una economía próspera. La energía eólica se está desarrollando rápidamente, con el objetivo de invertir la dirección de los cables hacia el continente en los próximos años. En diciembre de 2011, la energía eólica representó el 31,5% del consumo total de electricidad de Åland.

## Puertos

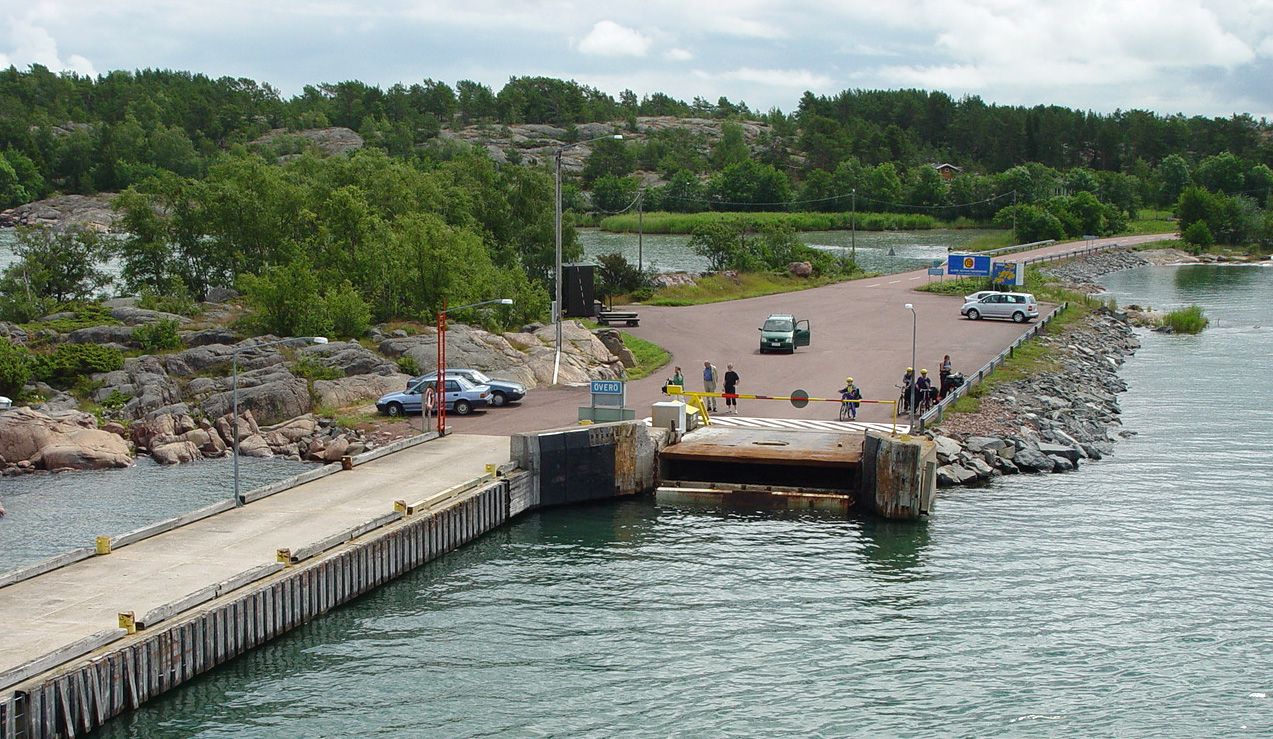
Puerto de ferry en Överö, Föglö

Los puertos principales son Mariehamn (sur), Berghamn (oeste) y Långnäs en la costa este de la isla principal.
Mariehamn sirvió de base para los últimos grandes veleros comerciales oceánicos del mundo. Sus tareas finales consistieron en llevar trigo australiano a Gran Bretaña, un comercio que el armador de Åland, Gustaf Erikson, mantuvo hasta 1947. Últimamente, los barcos solo hicieron un viaje de ida y vuelta desde Australia Meridional a Gran Bretaña por año (la carrera de cereales), después de cada viaje maratón, volviendo a Mariehamn para descansar unos meses. El barco Pommern, ahora museo en Mariehamn, fue uno de estos últimos barcos.

## Transporte

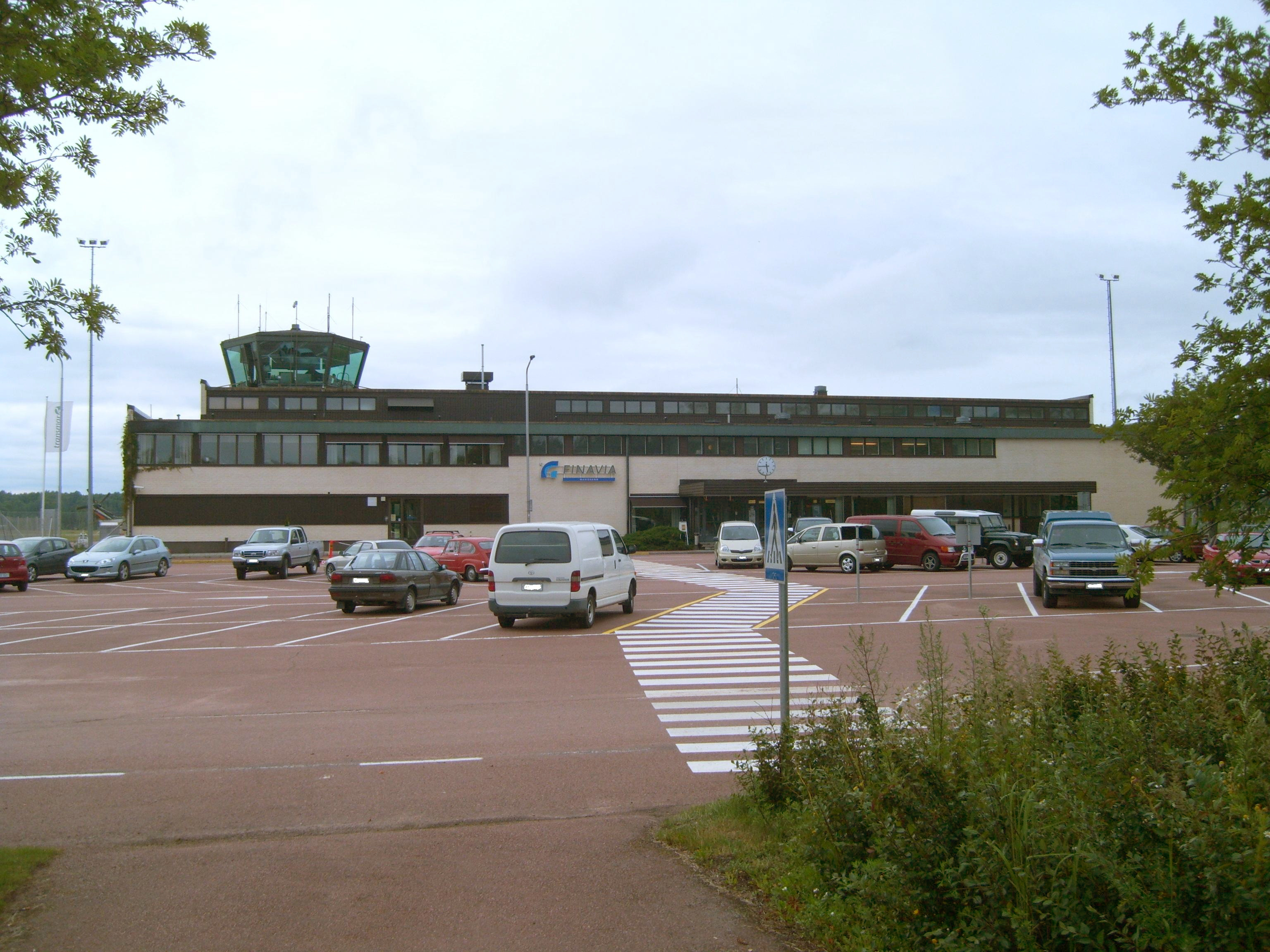
Aeropuerto de Mariehamn en Jomala

La abolición de las ventas libres de impuestos en los transbordadores que viajan entre destinos dentro de la Unión Europea hizo que Finlandia exigiera una excepción para las islas Åland en las reglas del impuesto al valor agregado de la Unión Europea. La excepción permite mantener las ventas libres de impuestos en los transbordadores entre Suecia y Finlandia (siempre que hagan escala en Mariehamn o Långnäs) y en el aeropuerto, pero también ha convertido a Åland en una zona impositiva diferente, lo que significa que las tarifas deben aplicarse a las mercancías traídas. a las islas. Dos millones de personas visitan las islas Åland cada año, pero la mayoría de ellas solo durante unas horas antes de que el ferry regrese de nuevo o los pasajeros cambien de un barco a otro.
El desempleo era del 3,9% en enero de 2014.

## Impuestos

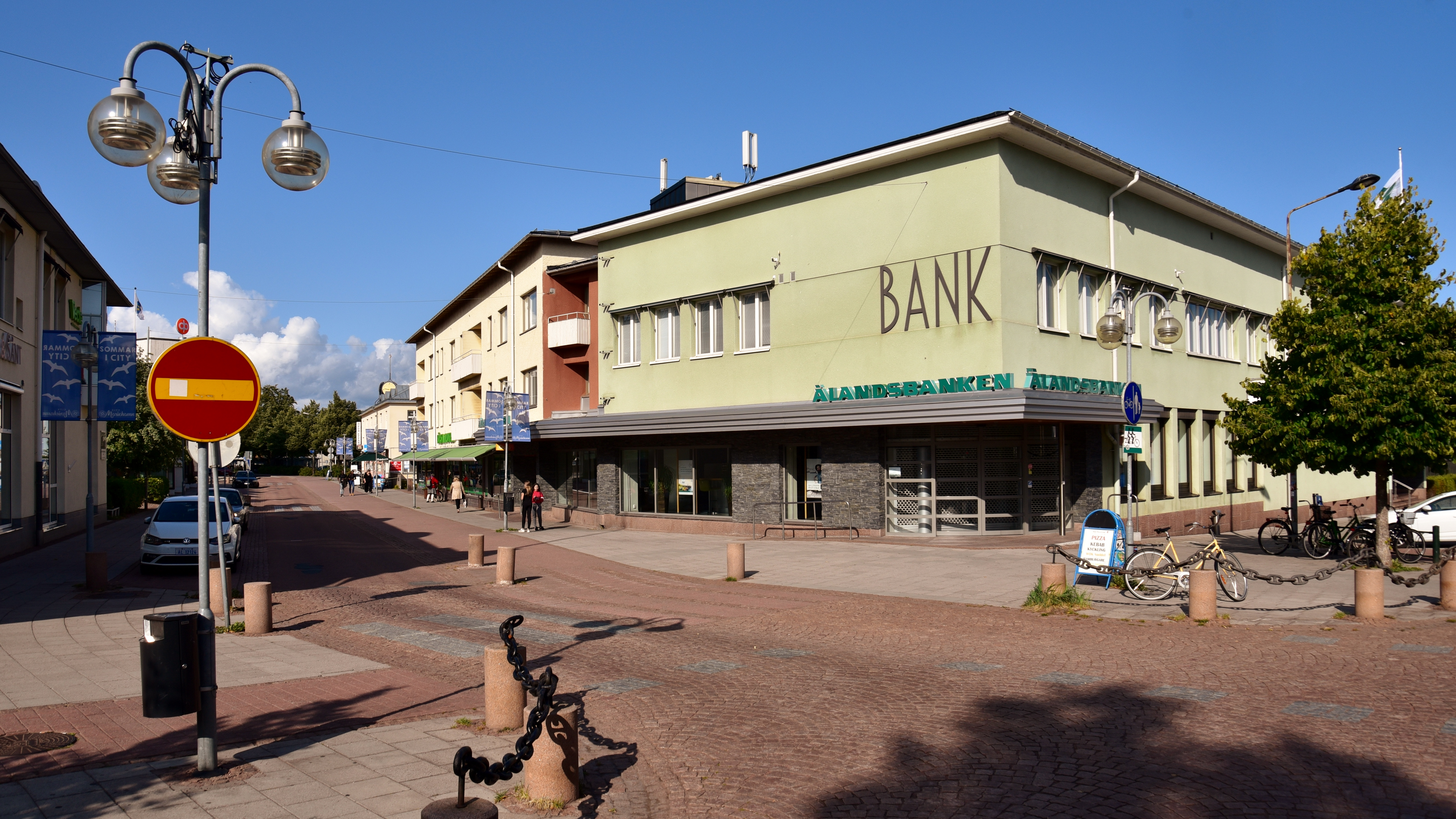
Bank of Aland

El Estado finlandés también recauda impuestos, derechos y tasas en Åland. A cambio, el Gobierno finlandés pone una suma de dinero a disposición del Parlamento de Åland. La suma es el 0,5% de los ingresos totales del gobierno, excluidos los préstamos del gobierno. Si la suma pagada al Estado finlandés supera el 0,5 por ciento, cualquier cantidad que se supere se devuelve al Parlamento de Åland como "dinero de diligencia". En 2010, la cuantía de los impuestos pagados por los isleños de Åland representó el 0,7 por ciento del total de impuestos pagados en Finlandia.
Según Eurostat, en 2006 Åland era la vigésima región más rica de las 268 regiones de la UE y la más rica de Finlandia, con un PIB por habitante un 47% superior a la media de la UE. Bank of Åland tiene su sede en la isla. El euro es la única moneda de curso legal (al igual que en el resto de Finlandia), aunque la mayoría de las empresas de Åland aceptan extraoficialmente la Corona sueca.